# Sulguni
Sulguni (gruz. სულგუნი) je gruzijski usalamureni sir iz regije Samegrelo. Kiselog je, umjereno slanog okusa i mirisa, te guste, slojevite i elastične konzistencije. Za njegovu pripremu koristi se masno kravlje, kozje, ovčje ili bivolje mlijeko, ili mješavina tih mlijeka. Ovisno o odabranom mlijeku, boja sira se kreće od bijele do svijetložute boje. Proizvodi se zgrušavanjem mlijeka sirilom čistih kultura mliječne bakterije. To je "brzi sir", koji sazrijeva za jedan ili dva dana. Vrlo je popularan na Kavkazu i u Rusiji.
Tipični sir sulguni oblikovan je poput ravnog diska, debljine 2,5 do 3,5 centimetara. Težak je 0,5 do 1,5 kg i sadrži 50% vode i između 1% i 5% soli. Sadržaj suhe masti u prosjeku iznosi 45%. Prema izvorima iz 1970-ih, sulguni su činili oko 27% proizvodnje sira u Gruziji. Godine 1987., bio je treći najpopularniji (nakon bryndze i osetijskog sira) ukiseljeni sir Sovjetskog Saveza, s udjelom od 16,5%
U Gruziji se sir također prži ili koristi kao sastojak jela kao što su Hačapuri ili Lobio. Za pečenje se izreže na debele ploške, uvalja u brašno i ubaci u tavu s ugrijanom masnoćom. Gotov je kad poprimi ružičastu boju, i poslužuje se uz svježu rajčicu. U Rusiji se nakon prženja često podlijeva tučenim jajetom i peče u pećnici.